# Сайфи Исфаранги
Сайфи Исфаранги (тадж. Сайфи Исфарангӣ, перс. سیف اسفرنگی‎; род. 1186, Исфара — 1267, Бухара) — персидско-таджикский поэт. Сайфи Исфаранги является одним из выдающихся представителей литературы конца XII и начала XIII веков и своим творческим продуктом занимает достойное место в истории персидско-таджикской литературы.

## Биография
Год рождения Сайфуддина — 1186 год, родился в городе Исфаранге. Сведений о его жизни не сохранилось. Некоторые современники признавали его мастером касыды и подражали ему. Поэзия Сайфи Исфаранги наполнена глубоким чувством любви и философского смысла. Год его смерти — 666 год хиджры (1267 год), умер в городе Бухара.

## Память
В 2017 году центральному парку в городе Исфара было присвоено имя Сайфи Исфаранги. Поэт Мирзо Турсунзаде хорошо отозвался о Сайфи Исфаранги и предложил назвать его именем улицы.